# NGC 6595
NGC 6595 (nota anche come vdB 119) è una nebulosa a riflessione legata a un giovane ammasso aperto visibile nella costellazione del Sagittario.
Si individua nella parte nordoccidentale della costellazione, lungo il piano della Via Lattea, a breve distanza a sudest della nebulosa IC 1284; si estende per circa 3 minuti d'arco in un'area di cielo fortemente oscurata da dense nubi di polveri. Il periodo più indicato per la sua osservazione nel cielo serale ricade fra giugno e novembre; trovandosi a declinazioni moderatamente australi, la sua osservazione è facilitata dall'emisfero australe.
Si tratta di una piccola nebulosa (vdB 119) associata a un piccolo ammasso aperto (NGC 6595 sensu stricto) costituito da alcune stelle giovani con una classe spettrale media attorno a B3-B4 e un'età di circa 3,7±0,2 milioni di anni, tutte racchiuse entro un diametro di 2'. L'ammasso si trova sulla linea di vista di un gruppo di stelle rosse, appartenenti però al bulge galattico e quindi molto più lontane. Benché l'ammasso venga considerato parte dell'associazione Sagittarius OB7, uno studio del 2005 ha fornito per esso un valore di distanza di appena 600 parsec, collocandolo così in primo piano. La stella più appariscente legata alla nebulosa è HD 313095, una stella binaria con classe spettrale B5 e una magnitudine apparente pari a 10,94. Alla nebulosa è associato anche l'oggetto di Herbig-Haro HH 181.